# Belfagor arcidiavolo
Belfagor arcidiavolo è l'unica novella nota di Niccolò Machiavelli. Fu scritta tra il 1518 e il 1527 ed è nota anche come La favola di Belfagor Arcidiavolo o Il demonio che prese moglie. Ambientata al tempo di Carlo d'Angiò re di Napoli, si presenta come una sagace satira contro i costumi della Firenze di quegli anni e s'inserisce nella tradizione antifemministica, popolare e morale dell'epoca. Fu pubblicata per la prima volta nel 1545, e poi rimaneggiata nella raccolta Rime e prose volgari di Monsignor Giovanni Brevio, che la presentò come propria opera originale; fu Bernardo Giunti, nel 1549, a pubblicarla per la prima volta a Firenze attribuendone la paternità a Machiavelli.
Tuttavia, studi filologici recenti dimostrano che la paternità dell'opera non è attribuibile né a Machiavelli né a Brevio, ma a una fonte comune, probabilmente una mano fiorentina che riadattò un racconto di Jean Le Févre tratto dalle Lamentations de Matheolus, che sia Machiavelli sia Brevio indipendentemente ripresero.
Del resto, il personaggio leggendario del diavolo che scende sulla Terra e prende moglie era già presente in antichi racconti popolari.

## Trama
Plutone, re degli Inferi, decide di mandare un arcidiavolo sulla terra a vivere da uomo ammogliato, per verificare se sia vero che la vita coniugale sia peggiore dell'Inferno. Invia Belfagor, con una cospicua somma di denaro e diversi diavoli trasformati in servitori: dovrà sposarsi e restare sulla terra per dieci anni. Belfagor, diventato uomo e assunto il nome di Roderigo, va a vivere a Firenze e si sposa, finendo vittima di una donna, Onesta Donati, che lo costringe a contrarre un debito dopo l'altro.
Il povero diavolo è costretto allora a fuggire, inseguito dai creditori. Successivamente viene salvato da un contadino, Gianmatteo del Brica. Per ricompensa, gli promette di farlo diventare ricco come esorcista di donne indemoniate. Belfagor, infatti, prima possiede il corpo di alcune donne e poi, quando il contadino glielo chiede, ne esce. Arricchito il contadino a sufficienza, Belfagor dichiara di aver saldato il proprio debito. Tuttavia la fama di Gianmatteo ha ormai raggiunto il re di Francia, che gli ordina di liberare dal demonio sua figlia, pena la morte. Per salvarsi, Gianmatteo forza l'ulteriore collaborazione di Belfagor, facendogli credere che stia per giungere la moglie. Il diavolo ne è talmente esasperato da decidere di liberare la principessa pur di fuggire, e ritorna per sempre nell'Inferno.
Il punto di vista di un diavolo sulla società terrena ne conferma gli egoismi, le cattiverie, gli inganni e le infamie.